# دل

رمز دل

دل أو نابلا في الرياضيات والفيزياء (بالإنجليزية: Del operator, Nabla)‏، هو مؤثر يستخدم خصيصًا في حساب المتجهات، وهو مؤثر تفاضلي يمثل في صورة «نابلا» بغرض اختصار تعبيرات رياضية طويلة. فهو يسهل حساب المتجهات. عندما يطبق على دالة ذات بعد واحد فهو يعطي المشتقة التفاضلية كما نستخدمها في الحساب. وعندما يطبق (يؤثر) على حقل (أي دالة تعتمد على أكثر من بعد واحد) فإن «دل» تعطي تدرج مجالًا غير متجه وأحيانًا أيضًا تدرج مجالًا متجهًا.

## تعريف
في نظام الإحداثيات الثلاثي (الإحداثيات الكارتيزية) R3 ذات الاحداثيات الطول، والعرض، والارتفاع (x, y, z)، تعرف «دل» بأنها المشتقة الجزئية، كالآتي:
{\displaystyle \nabla =\mathbf {\hat {x}} {\partial  \over \partial x}+\mathbf {\hat {y}} {\partial  \over \partial y}+\mathbf {\hat {z}} {\partial  \over \partial z}}
حيث:
{\displaystyle \{\mathbf {\hat {x}} ,\mathbf {\hat {y}} ,\mathbf {\hat {z}} \}} وحدة متجه في اتجاه المحاور على التوالي.
ورغم اننا هنا نتعامل مع «دل» في ثلاثة إحداثيات إلا أنها يمكن أن تكون بصفة عامة عديدة الأبعاد Rn.
وفي حالة نظام الإحداثيات متعدد الأبعاد (x1, x2, ..., xn)، تصبح «دل»:
{\displaystyle \nabla =\sum _{i=1}^{n}{\hat {e}}^{i}{\partial  \over \partial x_{i}}}
حيث: {\displaystyle \{{\hat {e}}^{i}:1\leq i\leq n\}}
القاعدة الأساسية.
وعند أستخدام رمز أينشتاين للجمع، فتكتب «دل» كالآتي:
{\displaystyle \nabla ={\hat {e}}^{i}\,\partial _{i}}
أي أنه يمكن صياغة «دل» بواسطة أنظمة إحداثيات مختلفة، مثل نظام إحداثي أسطواني أو نظام إحداثي كروي.